# Maryna Wroda

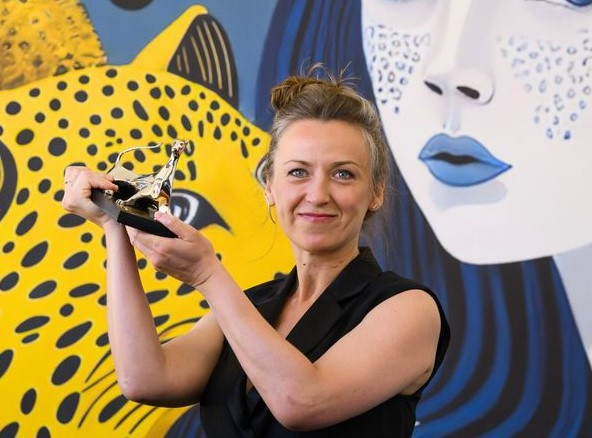
Maryna Wroda mit der Auszeichnung Leopard beim Filmfestival Locarno 2023

Maryna Anatolijiwna Wroda (ukrainisch Марина Анатоліївна Врода; * 1982 in Kiew) ist eine ukrainische Filmregisseurin. Sie lebt in Kiew und Berlin.

## Leben
Maryna Wroda studierte bis zum Abschluss 2007 an der Nationalen Universität für Theater, Film und Fernsehen „Karpenko-Karyy“ in ihrer Geburtsstadt Kiew. Seitdem ist sie als Film- und Fernsehregisseurin sowie Drehbuchautorin tätig. Ihre Kurzfilme Der Schwur (Wrodas Diplomarbeit) und Der Regen  liefen 2008 bei internationalen europäischen Filmfestivals. Für den Kurzfilm Geländelauf (Cross) erhielt sie bei den Internationalen Filmfestspielen von Cannes 2011 die Goldene Palme für den besten Kurzfilm. 2010 nahm sie am Berlinale Talent Campus teil. Von 2016 bis 2022 absolvierte sie ein Masterstudium an der Filmuniversität Babelsberg Konrad Wolf. Für ihren Abschlussfilm Stepne (Steppe) erhielt sie beim Locarno Film Festival 2023 den Leopard für die beste Regie.
Wroda gehört zu den besten Kurzfilmregisseuren der Ukraine.

## Filmografie
Filme
- 2007: Der Regen (Dozhd)
- 2008: Der Schwur (Klyatva)
- 2010: Ulybnis, kogda plachut zvezdy
- 2011: Geländelauf (Cross)
- 2014: Schnecken (Snails)
- 2015: Penguin
- 2023: Stepne

Serien
- 2022: Himmel & Erde